# Roman Wójcicki
Roman Mirosław Wójcicki (Nysa, Polonia, 8 de enero de 1958) es un exjugador y exentrenador de fútbol polaco naturalizado alemán. En su etapa como jugador profesional se desempeñaba como defensa.

## Selección nacional
Fue internacional con la selección polaca en 62 ocasiones y convirtió 2 goles. Formó parte de la selección que obtuvo el tercer lugar en la Copa del Mundo de 1982, jugando solo un partido durante el torneo. 

### Participaciones en Copas del Mundo
| Mundial                        | Sede      | Resultado        | Partidos | Goles |
| ------------------------------ | --------- | ---------------- | -------- | ----- |
| Copa Mundial de Fútbol de 1978 | Argentina | Segunda fase     | 0        | 0     |
| Copa Mundial de Fútbol de 1982 | España    | Tercer lugar     | 1        | 0     |
| Copa Mundial de Fútbol de 1986 | México    | Octavos de final | 4        | 0     |

## Clubes

### Como jugador
| Club          | País             | Año       |
| ------------- | ---------------- | --------- |
| Odra Opole    | Polonia          | 1976-1980 |
| Śląsk Wrocław | Polonia          | 1980-1982 |
| Widzew Łódź   | Polonia          | 1982-1986 |
| FC Homburgo   | Alemania Federal | 1986-1989 |
| Hannover 96   | Alemania         | 1989-1993 |
| TSV Havelse   | Alemania         | 1993-1995 |

### Como entrenador
| Club                         | País     | Año       |
| ---------------------------- | -------- | --------- |
| TSV Havelse                  | Alemania | 1993-1995 |
| Werder Hannover              | Alemania | ¿-?       |
| FC Wacker Neustadt (juvenil) | Alemania | ¿-?       |
| SV Damla Genc                | Alemania | 2007-2008 |

## Palmarés

### Campeonatos nacionales
| Título           | Club        | País     | Año  |
| ---------------- | ----------- | -------- | ---- |
| Copa de la Liga  | Odra Opole  | Polonia  | 1977 |
| Copa de Polonia  | Widzew Łódź | Polonia  | 1985 |
| Copa de Alemania | Hannover 96 | Alemania | 1992 |

### Distinciones individuales
| Distinción                               |
| ---------------------------------------- |
| Miembro del Klub Wybitnego Reprezentanta |